# Dicranomyia (Dicranomyia) misera
Dicranomyia (Dicranomyia) misera is een tweevleugelige uit de familie steltmuggen (Limoniidae). De soort komt voor in het Australaziatisch gebied.